# 夕張鉄道DD1000形ディーゼル機関車
夕張鉄道DD1000形ディーゼル機関車（ゆうばりてつどうDD1000がたディーゼルきかんしゃ）は、夕張鉄道で使用されていたディーゼル機関車である。

## 概要
夕張鉄道の貨物輸送合理化に伴い、日立製作所で1969年に製造され、DD1001・1002の2両が在籍した。形式はDD1000形。国鉄DD13 111以降の500PS車だが、同鉄道の最大勾配22.7パミールにおいて960tの荷重を牽引するという使用条件にあわせ、DMF31SB形にインタークーラを取り付けたDMF31SBI形を採用し出力が600PSにアップされているほか、ボンネットの形状もDD13とは異なる簡易工作型となっている。また、同線に存在したトンネルにあわせ、ボンネットに逆U字状のツララ切を装備した。
21形に混じって石炭列車を牽引したが、1975年の廃止後は1001は北炭化成工業所専用鉄道(同線の廃止後は北炭清水沢専用線を経て釧路開発埠頭に譲渡)、1002は北炭真谷地専用鉄道に譲渡された。

## 主要諸元
- 最大寸法：全長13,600mm、全幅2,960mm、全高2,849mm
- 機関（変速機）：DMF31SBI (DBS138)
- 台車：DT-113形式